# Judô nos Jogos Olímpicos de Verão de 2016 - Qualificatórias
Este artigo detalha a fase de qualificação do judô nos Jogos Olímpicos de Verão de 2016, conforme definido pela Federação Internacional de Judô – FIJ.

## Informações gerais
Foram colocadas em disputa trezentas e cinquenta e duas vagas, 214 no masculino e 138 no feminino, de um total de trezentas e oitenta e seis disponíveis.
País-sede: o Brasil tem garantida uma vaga em todas as competições do judô, catorze vagas no total.
Limites por Comitê Olímpico Nacional - CON: todas as representações podem inscrever apenas um atleta em cada uma das competições, até catorze atletas. As vagas são destinadas aos atletas que a conquistarem.

## Procedimento qualificatório
Todas as vagas disponíveis foram definidas com base no ranking mundial da Federação Internacional de Judô – IJF, encerrado em 30 de maio de 2016:
Ranking por categoria:
- Masculino: Cento e cinquenta e quatro atletas, os vinte e dois melhores de cada CON, por categoria categoria.
- Feminino: Noventa e oito atletas, as catorze melhores de cada CON, por categoria.
- Cada CON pode classificar apenas um atleta por categoria, caso tenha mais de um atleta entre os melhores o CON pode selecionar qual deve ser inscrito.

Seleção continental:
- Cem vagas foram destinadas para os melhores atletas em um ranking combinado que reúne todos os atletas em uma só lista e separada por continentes. Cada continente recebe uma cota de vagas masculina e feminina.
- Cada CON pode qualificar apenas um atleta através do ranking continental e cada continente tem direito a no máximo duas vagas por categoria.
- Vagas não utilizadas por um determinado continente são destinadas ao melhor classificado no ranking mundial.[3]

## Tabelas de qualificação

### Masculino

#### Ligeiro, meio-leve e leve
| Origem | Ligeiro (até 60kg) | Ligeiro (até 60kg)            | Meio-leve (até 66kg) | Meio-leve (até 66kg)         | Leve (até 73kg) | Leve (até 73kg)            |
| Origem | Posição            | Qualificado                   | Posição              | Qualificado                  | Posição         | Qualificado                |
| --- | ------------------ | ----------------------------- | -------------------- | ---------------------------- | --------------- | -------------------------- |
| País-sede | 14                 | BRA Felipe Kitadai            | 19                   | BRA Charles Chibana          | 27              | BRA Alex Pombo             |
| Ranking mundial IJF (22 vagas por modalidade) | 1                  | KOR Kim Won-jin               | 1                    | KOR An Ba-ul                 | 1               | KOR An Chang-rim           |
| Ranking mundial IJF (22 vagas por modalidade) | 3                  | AZE Orkhan Safarov            | 2                    | MGL Davaadorjiin Tömörkhüleg | 2               | AZE Rustam Orujov          |
| Ranking mundial IJF (22 vagas por modalidade) | 4                  | KAZ Yeldos Smetov             | 3                    | RUS Mikhail Pulyaev          | 4               | ISR Sagi Muki              |
| Ranking mundial IJF (22 vagas por modalidade) | 6                  | JPN Naohisa Takato            | 5                    | UKR Georgii Zantaraia        | 5               | GEO Lasha Shavdatuashvili  |
| Ranking mundial IJF (22 vagas por modalidade) | 7                  | GEO Amiran Papinashvili       | 7                    | JPN Masashi Ebinuma          | 6               | JPN Shohei Ono             |
| Ranking mundial IJF (22 vagas por modalidade) | 9                  | UZB Diyorbek Urozboev         | 8                    | ISR Golan Pollack            | 9               | RUS Denis Iartcev          |
| Ranking mundial IJF (22 vagas por modalidade) | 16                 | RUS Beslan Mudranov           | 9                    | AZE Nijat Shikhalizade       | 10              | MGL Ganbaataryn Odbayar    |
| Ranking mundial IJF (22 vagas por modalidade) | 17                 | ARM Hovhannes Davtyan         | 10                   | GEO Vazha Margvelashvili     | 12              | UZB Mirali Sharipov        |
| Ranking mundial IJF (22 vagas por modalidade) | 18                 | FRA Walide Khyar              | 11                   | UZB Rishod Sobirov           | 15              | HUN Miklós Ungvári         |
| Ranking mundial IJF (22 vagas por modalidade) | 19                 | GBR Ashley McKenzie           | 13                   | BLR Dzmitry Shershan         | 14              | CAN Arthur Margelidon      |
| Ranking mundial IJF (22 vagas por modalidade) | 20                 | TUR Bekir Özlü                | 14                   | GER Sebastian Seidl          | 16              | GER Igor Wandtke           |
| Ranking mundial IJF (22 vagas por modalidade) | 22                 | NED Jeroen Mooren             | 15                   | GBR Colin Oates              | 18              | BEL Dirk van Tichelt       |
| Ranking mundial IJF (22 vagas por modalidade) | 23                 | MGL Tsogtbaataryn Tsend-Ochir | 16                   | ESP Sugoi Uriarte            | 19              | SLO Rok Drakšič            |
| Ranking mundial IJF (22 vagas por modalidade) | 26                 | AUS Joshua Katz               | 17                   | KAZ Zhansay Smagulov         | 20              | PRK Hong Kuk-hyon          |
| Ranking mundial IJF (22 vagas por modalidade) | 27                 | ECU Lenin Preciado            | 20                   | CAN Antoine Bouchard         | 21              | NED Dex Elmont             |
| Ranking mundial IJF (22 vagas por modalidade) | 28                 | CZE Pavel Petříkov            | 18                   | POR Sergiu Oleinic           | 23              | FRA Pierre Duprat          |
| Ranking mundial IJF (22 vagas por modalidade) | 29                 | SUI Ludovic Chammartin        | 23                   | AUS Nathan Katz              | 24              | UAE Victor Scvortov        |
| Ranking mundial IJF (22 vagas por modalidade) | 31                 | AUT Ludwig Paischer           | 26                   | FRA Kilian Le Blouch         | 25              | EGY Mohamed Mohy Eldin     |
| Ranking mundial IJF (22 vagas por modalidade) | 32                 | ESP Francisco Garrigos        | 27                   | CHN Ma Duanbin               | 26              | CHN Sai Yinjirigala        |
| Ranking mundial IJF (22 vagas por modalidade) | 33                 | GER Tobias Englmaier          | 28                   | ALG Houd Zourdani            | 28              | AUS Jake Bensted           |
| Ranking mundial IJF (22 vagas por modalidade) | 35                 | ITA Elios Manzi               | 29                   | ITA Fabio Basile             | 31              | CUB Magdiel Estrada        |
| Ranking mundial IJF (22 vagas por modalidade) | 36                 | CAN Sérgio Pessoa             | 30                   | MAR Imad Bassou              | 32              | USA Nick Delpopolo         |
| África (2 vagas por modalidade) | 37                 | EGY Ahmed Abelrahman          | 116                  | ZAM Mathews Punza            | 87              | GAM Faye Njie              |
| África (2 vagas por modalidade) | 57                 | LBA Mohamed El-Kawisah        | 144                  | COD Rodrick Kuku*            | 119             | NIG Ahmed Goumar           |
| América (13 vagas masculinas) | 84                 | GUA José Ramos                | 61                   | DOM Wander Mateo             | 247             | CRC Miguel Murrillo        |
| América (13 vagas masculinas) | 41                 | PER Juan Postigos             | 193                  | ARU Jayme Mata               | 290             | HAI Josue Deprez           |
| Ásia (12 vagas masculinas) | 39                 | KGZ Otar Bestaev              | 64                   | IRN Alireza Khojasteh        | 89              | QAT Morad Zemouri          |
| Ásia (12 vagas masculinas) | 40                 | TPE Tsai Ming-yen             | 84                   | KSA Sulaiman Hamad           |                 |                            |
| Europa (2 vagas por modalidade) | 48                 | BUL Yanislav Gerchev          | 32                   | SLO Adrian Gomboč            | 34              | CZE Jaromír Ježek          |
| Europa (2 vagas por modalidade) | 60                 | FIN Juho Reinvall             | 37                   | BEL Jasper Lefevere          | 38              | POR Nuno Saraiva           |
| Oceania (7 vagas masculinas) |                    |                               | 155                  | PNG Raymond Ovinou           | 294             | ASA Benjamin Waterhouse    |
| Oceania (7 vagas masculinas) | 318                | VAN Joe Mahit                 |                      |                              |                 |                            |
| Convite - Comissão Tripartite (20 vagas) | 275                | LAO Soukphaxay Sithisane      | —                    | DJI Anass Houssein           | 311             | SRI Chamara Dharmawardhana |
| Convite - Comissão Tripartite (20 vagas) | 65                 | MON Yann Siccardi             | —                    | SUR Yigal Kopinsky           | 317             | SYR Mohamad Kasem          |
| Convite - Comissão Tripartite (20 vagas) | 124                | PLE Simon Yacoub              |                      |                              | —               | TAN Andrew Thomas Mlugu    |
| Convite - Comissão Tripartite (20 vagas) |                    |                               | 177                  | YEM Zeyad Mater              |                 |                            |
| Total | 34                 | 34                            | 35                   | 35                           | 35              | 35                         |
| ↑* A África do Sul qualificou-se, mas devido a um acordo entre o Comitê Nacional Sulafricano e a federação de judô do país as qualificatórias continentais não são consideradas. |                    |                               |                      |                              |                 |                            |

#### Meio-médio, médio, meio-pesado e pesado
| Origem | Meio-médio (até 81kg) | Meio-médio (até 81kg)         | Médio (até 90kg) | Médio (até 90kg)               | Meio-pesado (até 100kg) | Meio-pesado (até 100kg)     | Pesado (mais de 100kg) | Pesado (mais de 100kg)          |
| Origem | Posição               | Qualificado                   | Posição          | Qualificado                    | Posição                 | Qualificado                 | Posição                | Qualificado                     |
| --- | --------------------- | ----------------------------- | ---------------- | ------------------------------ | ----------------------- | --------------------------- | ---------------------- | ------------------------------- |
| País-sede | 7                     | BRA Victor Penalber           | 20               | BRA Tiago Camilo               | 24                      | BRA Rafael Buzacarini       | 9                      | BRA Rafael Silva                |
| Ranking mundial IJF (22 vagas por modalidade) | 1                     | GEO Avtandili Tchrikishvili   | 1                | JPN Mashu Baker                | 1                       | AZE Elmar Gasimov           | 1                      | FRA Teddy Riner                 |
| Ranking mundial IJF (22 vagas por modalidade) | 2                     | JPN Takanori Nagase           | 2                | KOR Gwak Dong-han              | 2                       | FRA Cyrille Maret           | 2                      | JPN Hisayoshi Harasawa          |
| Ranking mundial IJF (22 vagas por modalidade) | 3                     | CAN Antoine Valois-Fortier    | 3                | GEO Varlam Liparteliani        | 3                       | CZE Lukáš Krpálek           | 3                      | UKR Yakiv Khammo                |
| Ranking mundial IJF (22 vagas por modalidade) | 4                     | BUL Ivaylo Ivanov             | 4                | HUN Krisztián Tóth             | 4                       | SWE Martin Pacek            | 4                      | NED Roy Meyer                   |
| Ranking mundial IJF (22 vagas por modalidade) | 5                     | USA Travis Stevens            | 5                | SWE Marcus Nyman               | 5                       | GER Karl-Richard Frey       | 5                      | ISR Or Sasson                   |
| Ranking mundial IJF (22 vagas por modalidade) | 6                     | RUS Khasan Khalmurzaev        | 6                | NED Noël van 't End            | 7                       | JPN Ryunosuke Haga          | 6                      | ROU Daniel Natea                |
| Ranking mundial IJF (22 vagas por modalidade) | 8                     | BEL Joachim Bottieau          | 7                | RUS Kirill Denisov             | 8                       | BEL Toma Nikiforov          | 7                      | HUN Barna Bor                   |
| Ranking mundial IJF (22 vagas por modalidade) | 9                     | GRE Roman Moustopoulos        | 8                | FRA Alexandre Iddir            | 9                       | EGY Ramadan Darwish         | 11                     | TUN Faicel Jaballah             |
| Ranking mundial IJF (22 vagas por modalidade) | 10                    | UAE Sergiu Toma               | 9                | MGL Otgonbaataryn Lkhagvasuren | 10                      | CUB José Armenteros         | 12                     | GEO Adam Okruashvili            |
| Ranking mundial IJF (22 vagas por modalidade) | 11                    | EGY Mohamed Abdelaal          | 11               | TJK Komronshokh Ustopiriyon    | 11                      | KOR Cho Gu-ham              | 13                     | RUS Renat Saidov                |
| Ranking mundial IJF (22 vagas por modalidade) | 12                    | KOR Lee Seung-soo             | 12               | CUB Asley González             | 12                      | NED Henk Grol               | 14                     | KOR Kim Sung-min                |
| Ranking mundial IJF (22 vagas por modalidade) | 14                    | MGL Uuganbaataryn Otgonbaatar | 13               | SRB Aleksandar Kukolj          | 13                      | GEO Beka Gviniashvili       | 16                     | GER André Breitbarth            |
| Ranking mundial IJF (22 vagas por modalidade) | 15                    | CUB Iván Felipe Silva         | 14               | GRE Ilias Iliadis              | 14                      | MGL Naidangiin Tüvshinbayar | 17                     | POL Maciej Sarnacki             |
| Ranking mundial IJF (22 vagas por modalidade) | 16                    | FRA Loïc Pietri               | 17               | ALG Abderahmane Benamadi       | 15                      | ALG Lyès Bouyacoub          | 18                     | ALG Mohamed-Amine Tayeb         |
| Ranking mundial IJF (22 vagas por modalidade) | 20                    | HUN László Csoknyai           | 19               | SLO Mihael Žgank               | 16                      | CAN Kyle Reyes              | 19                     | UZB Abdullo Tangriev            |
| Ranking mundial IJF (22 vagas por modalidade) | 21                    | UZB Shakhzodbek Sabirov       | 21               | POR Célio Dias                 | 19                      | RUS Tagir Khaibulaev        | 20                     | MGL Temuulen Battulga           |
| Ranking mundial IJF (22 vagas por modalidade) | 22                    | GER Sven Maresch              | 22               | SUI Ciril Grossklaus           | 20                      | KAZ Maxim Rakov             | 22                     | KGZ Iurii Krakovetskii          |
| Ranking mundial IJF (22 vagas por modalidade) | 24                    | AUS Eoin Coughlan             | 23               | RSA Zack Piontek               | 23                      | UKR Artem Bloshenko         | 23                     | AZE Ushangi Kokauri             |
| Ranking mundial IJF (22 vagas por modalidade) | 27                    | LIB Nacif Elias               | 24               | CHN Cheng Xunzhao              | 25                      | HUN Miklós Cirjenics        | 25                     | EGY Islam El Shehaby            |
| Ranking mundial IJF (22 vagas por modalidade) | 28                    | SWE Robin Pacek               | 25               | AZE Mammadali Mehdiyev         | 26                      | POR José Fonseca            | 28                     | AUT Daniel Allerstorfer         |
| Ranking mundial IJF (22 vagas por modalidade) | 31                    | NED Frank de Wit              | 27               | USA Colton Brown               | 28                      | IRI Javad Mahjoub           | 30                     | CUB Alex García Mendoza         |
| Ranking mundial IJF (22 vagas por modalidade) | 32                    | IRN Saeid Mollaei             | 28               | UZB Sherali Juraev             | 29                      | LAT Jevgeņijs Borodavko     | 33                     | ECU Freddy Figueroa             |
| África (2 vagas por modalidade) | 77                    | MOZ Marlon Acácio             | 237              | KEN Kiplangat Sang             | 130                     | SEY Dominic Dugasse         | 88                     | BUR Rachid Sidibe               |
| África (2 vagas por modalidade) | 92                    | GAB Paul Kibikai              | 220              | BEN Celtus Dossou Yovo         | 138                     | MLI Ayouba Traore           | 109                    | CGO Deo Gracia Ngokaba          |
| América (13 vagas masculinas) | 33                    | ARG Emmanuel Lucenti          | 49               | CHI Thomas Briceño             | 80                      | TTO Christopher George      | 70                     | HON Ramón Pileta                |
| América (13 vagas masculinas) | 79                    | ESA Juan Diego Turcios        | 235              | BOL Martin Michel              | 100                     | URU Pablo Aprahamian        |                        |                                 |
| Ásia (12 vagas masculinas) | 101                   | IRQ Hussein Al-Aameri         | 60               | JOR Ibrahim Khalaf             | 37                      | UAE Ivan Remarenco          | 48                     | TJK Mukhamadmurod Abdurakhmonov |
| Ásia (12 vagas masculinas) |                       |                               | 79               | IND Avtar Singh                | 55                      | PAK Shah Hussain Shah       | 59                     | THA Kunathip Yea-on             |
| Europa (2 vagas por modalidade) | 35                    | ITA Matteo Marconcini         | 30               | GER Marc Odenthal              | 30                      | GBR Benjamin Fletcher       | 64                     | ISL Thormodur Jonsson           |
| Europa (2 vagas por modalidade) | 42                    | MDA Valeriu Duminică          | 35               | UKR Quedjau Nhabali            | 35                      | EST Grigori Minaskin        | 66                     | LAT Artūrs Ņikiforenko          |
| Oceania (7 vagas masculinas) | 50                    | FIJ Josateki Naulu            | 82               | NRU Ovini Uera                 |                         |                             | 79                     | SAM Derek Sua                   |
| Convite - Comissão Tripartite (20 vagas) | 44                    | MNE Srđan Mrvaljević          | —                | ROA Popole Misenga1            | 218                     | AFG Mohammad Tawfiq Bakhshi |                        |                                 |
| Convite - Comissão Tripartite (20 vagas) |                       |                               | —                | BIZ Renick James               | 177                     | SMR Karim Gharbi            |                        |                                 |
| Convite - Comissão Tripartite (20 vagas) | —                     | SUD Iszlam Monier Suliman     |                  |                                |                         |                             |                        |                                 |
| Realocação de cota2 |                       |                               | 31               | UZB Soyib Kurbonov             |                         |                             |                        |                                 |
| Total | 32                    | 32                            | 35               | 35                             | 34                      | 34                          | 31                     | 31                              |
| ↑1 Equipe olímpica de refugiados. ↑2 A Oceania qualificou seis atletas nas vagas continentais. A vaga não utilizada foi destinada ao ranking geral. A Nova Zelândia teria a vaga, mas nenhum atleta atingiu as exigências locais. |                       |                               |                  |                                |                         |                             |                        |                                 |

### Feminino

#### Ligeiro, meio-leve e leve
| Origem | Ligeiro (até 48kg) | Ligeiro (até 48kg)            | Meio-leve (até 52kg) | Meio-leve (até 52kg)         | Leve (até 57kg) | Leve (até 57kg)                 |
| Origem | Posição            | Qualificado                   | Posição              | Qualificado                  | Posição         | Qualificado                     |
| --- | ------------------ | ----------------------------- | -------------------- | ---------------------------- | --------------- | ------------------------------- |
| País-sede | 4                  | BRA Sarah Menezes             | 4                    | BRA Érika Miranda            | 14              | BRA Rafaela Silva               |
| Ranking mundial IJF (14 vagas por categoria)                                                                      | 1                  | MGL Mönkhbatyn Urantsetseg    | 1                    | ROU Andreea Chițu            | 1               | MGL Dorjsürengiin Sumiyaa       |
| Ranking mundial IJF (14 vagas por categoria)                                                                      | 2                  | ARG Paula Pareto              | 2                    | KOS Majlinda Kelmendi        | 2               | KOR Kim Jan-di                  |
| Ranking mundial IJF (14 vagas por categoria)                                                                      | 3                  | JPN Ami Kondo                 | 3                    | JPN Misato Nakamura          | 4               | USA Marti Malloy                |
| Ranking mundial IJF (14 vagas por categoria)                                                                      | 5                  | ESP Julia Figueroa            | 6                    | CHN Ma Yingnan               | 5               | JPN Kaori Matsumoto             |
| Ranking mundial IJF (14 vagas por categoria)                                                                      | 6                  | KAZ Galbadrakhyn Otgontsetseg | 7                    | RUS Natalia Kuziutina        | 6               | FRA Automne Pavia               |
| Ranking mundial IJF (14 vagas por categoria)                                                                      | 7                  | HUN Éva Csernoviczki          | 8                    | ITA Odette Giuffrida         | 8               | ROU Corina Căprioriu            |
| Ranking mundial IJF (14 vagas por categoria)                                                                      | 8                  | KOR Jeong Bo-kyeong           | 10                   | ISR Gili Cohen               | 9               | CAN Catherine Beauchemin-Pinard |
| Ranking mundial IJF (14 vagas por categoria)                                                                      | 9                  | BEL Charline van Snick        | 11                   | FRA Priscilla Gneto          | 10              | POR Telma Monteiro              |
| Ranking mundial IJF (14 vagas por categoria)                                                                      | 10                 | GBS Taciana Lima              | 12                   | GER Mareen Kräh              | 11              | HUN Hedvig Karakas              |
| Ranking mundial IJF (14 vagas por categoria)                                                                      | 11                 | ROU Monica Ungureanu          | 13                   | TKM Gulbadam Babamuratova    | 12              | GBR Nekoda Smythe-Davis         |
| Ranking mundial IJF (14 vagas por categoria)                                                                      | 12                 | RUS Irina Dolgova             | 14                   | POR Joana Ramos              | 13              | TPE Lien Chen-ling              |
| Ranking mundial IJF (14 vagas por categoria)                                                                      | 13                 | TUR Dilara Lokmanhekim        | 15                   | MGL Adiyaasambuugiin Tsolmon | 15              | AUT Sabrina Filzmoser           |
| Ranking mundial IJF (14 vagas por categoria)                                                                      | 15                 | UKR Maryna Cherniak           | 17                   | TUN Hela Ayari               | 16              | GER Miryam Roper                |
| Ranking mundial IJF (14 vagas por categoria)                                                                      | 17                 | CUB Dayaris Mestre            | 18                   | SUI Evelyne Tschopp          | 18              | KOS Nora Gjakova                |
| África (10 vagas femininas)                                                                                       | 34                 | MAD Asaramanitra Ratiarison   | 36                   | MRI Christianne Legentil     | 42              | SEN Hortense Diédhiou           |
| África (10 vagas femininas)                                                                                       |                    |                               |                      |                              | 58              | CIV Zouleiha Abzetta Dabonne    |
| América (8 vagas femininas)                                                                                       | 22                 | MEX Edna Carrillo             | 24                   | CAN Ecaterina Guica          | 36              | COL Yadinis Amaris              |
| América (8 vagas femininas)                                                                                       |                    |                               | 25                   | USA Angelica Delgado         |                 |                                 |
| Ásia (8 vagas femininas)                                                                                          | 23                 | PRK Kim Sol-mi                |                      |                              | 52              | TKM Rushana Nurjavova           |
| Ásia (8 vagas femininas)                                                                                          | 44                 | VIE Văn Ngọc Tú               |                      |                              |                 |                                 |
| Europa (11 vagas femininas)                                                                                       | 19                 | FRA Laëtitia Payet            | 19                   | BLR Darya Skrypnik           | 19              | NED Sanne Verhagen              |
| Europa (11 vagas femininas)                                                                                       | 20                 | ISR Shira Rishony             | 20                   | ESP Laura Gómez              | 21              | POL Arleta Podolak              |
| Oceania (3 vagas femininas)                                                                                       | 26                 | AUS Chloe Rayner              | 26                   | NZL Darcina Manuel           |                 |                                 |
| Convite - Comissão Tripartite (20 vagas)                                                                          |                    |                               | 148                  | BDI Antoinette Gasongo       |                 |                                 |
| Realocação de cota                                                                                                | 21                 | ITA Valentina Moscatt*        |                      |                              |                 |                                 |
| Total | 23                 | 23                            | 21                   | 21                           | 22              | 22                              |
| ↑* A Oceania qualificou dois atletas nas vagas continentais. A vaga não utilizada foi destinada ao ranking geral. |                    |                               |                      |                              |                 |                                 |

#### Meio-médio, médio, meio-pesado e pesado
| Origem                                        | Meio-médio (até 63kg) | Meio-médio (até 63kg)          | Médio (até 70kg) | Médio (até 70kg)                | Meio-pesado (até 78kg) | Meio-pesado (até 78kg)      | Pesado (mais de 78kg) | Pesado (mais de 78kg)      |
| Origem                                        | Posição               | Qualificado                    | Posição          | Qualificado                     | Posição                | Qualificado                 | Posição               | Qualificado                |
| --------------------------------------------- | --------------------- | ------------------------------ | ---------------- | ------------------------------- | ---------------------- | --------------------------- | --------------------- | -------------------------- |
| País-sede                                     | 16                    | BRA Mariana Silva              | 14               | BRA Maria Portela               | 4                      | BRA Mayra Aguiar            | 12                    | BRA Maria Suellen Altheman |
| Ranking mundial IJF (14 vagas por modalidade) | 1                     | SLO Tina Trstenjak             | 1                | NED Kim Polling                 | 1                      | USA Kayla Harrison          | 1                     | CHN Yu Song                |
| Ranking mundial IJF (14 vagas por modalidade) | 2                     | FRA Clarisse Agbegnenou        | 2                | COL Yuri Alvear                 | 2                      | FRA Audrey Tcheumeo         | 2                     | CUB Idalys Ortíz           |
| Ranking mundial IJF (14 vagas por modalidade) | 3                     | JPN Miku Tashiro               | 3                | FRA Gevrise Emane               | 5                      | NED Marhinde Verkerk        | 4                     | JPN Kanae Yamabe           |
| Ranking mundial IJF (14 vagas por modalidade) | 4                     | ISR Yarden Gerbi               | 4                | AUT Bernadette Graf             | 6                      | SLO Anamari Velenšek        | 5                     | FRA Émilie Andéol          |
| Ranking mundial IJF (14 vagas por modalidade) | 5                     | GER Martyna Trajdos            | 5                | GER Laura Vargas Koch           | 7                      | GER Luise Malzahn           | 6                     | TUN Nihal Chikhrouhou      |
| Ranking mundial IJF (14 vagas por modalidade) | 6                     | AUT Kathrin Unterwurzacher     | 6                | KOR Kim Seong-yeon              | 8                      | GBR Natalie Powell          | 7                     | UKR Svitlana Iaromka       |
| Ranking mundial IJF (14 vagas por modalidade) | 7                     | MGL Tsedevsürengiin Mönkhzayaa | 7                | ESP María Bernabéu              | 9                      | JPN Mami Umeki              | 10                    | KOR Kim Min-jung           |
| Ranking mundial IJF (14 vagas por modalidade) | 8                     | NED Anicka van Emden           | 8                | CAN Kelita Zupancic             | 10                     | PRK Sol Kyong               | 11                    | TUR Kayra Sayit            |
| Ranking mundial IJF (14 vagas por modalidade) | 9                     | GBR Alice Schlesinger          | 9                | ISR Linda Bolder                | 11                     | HUN Abigél Joó              | 14                    | GER Jasmin Külbs           |
| Ranking mundial IJF (14 vagas por modalidade) | 10                    | CHN Yang Junxia                | 11               | GBR Sally Conway                | 13                     | CHN Zhang Zhehui            | 15                    | NED Tessie Savelkouls      |
| Ranking mundial IJF (14 vagas por modalidade) | 11                    | ITA Edwige Gwend               | 12               | JPN Haruka Tachimoto            | 15                     | UKR Viktoriya Turks         | 16                    | BIH Larisa Cerić           |
| Ranking mundial IJF (14 vagas por modalidade) | 14                    | RUS Ekaterina Valkova          | 15               | MAR Assmaa Niang                | 16                     | POL Daria Pogorzelec        | 19                    | MEX Vanessa Zambotti       |
| Ranking mundial IJF (14 vagas por modalidade) | 15                    | CUB Maricet Espinosa           | 16               | POL Katarzyna Kłys              | 18                     | AUS Miranda Giambelli       | 21                    | RUS Ksenia Chibisova       |
| Ranking mundial IJF (14 vagas por modalidade) | 17                    | AUS Katharina Haecker          | 17               | MGL Tsend-Ayuushiin Naranjargal | 19                     | GAB Sarah Myriam Mazouz     | 22                    | PUR Melissa Mojica         |
| África (10 vagas femininas)                   | 18                    | MAR Rizlen Zouak               | 25               | ANG Antonia Moreira             | 23                     | CMR Hortence Atangana       | 29                    | ALG Sonia Asselah          |
| África (10 vagas femininas)                   | 38                    | GHA Szandra Szögedi            | 30               | TUN Houda Miled                 |                        |                             |                       |                            |
| América (8 vagas femininas)                   | 27                    | ECU Estefania García           | 24               | PUR María Pérez                 | 20                     | CUB Yalennis Castillo       |                       |                            |
| América (8 vagas femininas)                   |                       |                                | 33               | VEN Elvismar Rodríguez          |                        |                             |                       |                            |
| Ásia (8 vagas femininas)                      | 22                    | KOR Bak Ji-yun                 | 22               | CHN Zhou Chao                   | 27                     | MGL Pürevjargalyn Lkhamdegd |                       |                            |
| Ásia (8 vagas femininas)                      | 25                    | KAZ Marian Urdabayeva          | 26               | UZB Gulnoza Matniyazova         |                        |                             |                       |                            |
| Europa (11 vagas femininas)                   | 19                    | SWE Mia Hermansson             | 20               | CRO Barbara Matić               |                        |                             | 24                    | LTU Santa Pakenytė         |
| Europa (11 vagas femininas)                   | 20                    | TUR Büşra Katipoğlu            | 21               | GEO Esther Stam                 |                        |                             |                       |                            |
| Convite - Comissão Tripartite (20 vagas)      | 69                    | AND Laura Sallés               | —                | ROA Yolande Mabika*             |                        |                             |                       |                            |
| Convite - Comissão Tripartite (20 vagas)      | 162                   | MKD Katerina Nikoloska         |                  |                                 |                        |                             |                       |                            |
| Convite - Comissão Tripartite (20 vagas)      | 154                   | NEP Phupu Llamu Khatri         |                  |                                 |                        |                             |                       |                            |
| Total                                         | 25                    | 25                             | 24               | 24                              | 18                     | 18                          | 17                    | 17                         |
| ↑* Equipe olímpica de refugiados.             |                       |                                |                  |                                 |                        |                             |                       |                            |

## Resumo
| CON                                | Masculino | Masculino | Masculino | Masculino | Masculino | Masculino | Masculino | Feminino | Feminino | Feminino | Feminino | Feminino | Feminino | Feminino | Total |
| CON                                | -60kg     | -66kg     | -73kg     | -81kg     | -90kg     | -100kg    | +100kg    | -48kg    | -52kg    | -57kg    | -63kg    | -70kg    | -78kg    | +78kg    | Total |
| ---------------------------------- | --------- | --------- | --------- | --------- | --------- | --------- | --------- | -------- | -------- | -------- | -------- | -------- | -------- | -------- | ----- |
| AFG Afeganistão                    |           |           |           |           |           | X         |           |          |          |          |          |          |          |          | 1     |
| AND Andorra                        |           |           |           |           |           |           |           |          |          |          | X        |          |          |          | 1     |
| ALG Argélia                        |           | X         |           |           | X         | X         | X         |          |          |          |          |          |          | X        | 5     |
| ASA Samoa Americana                |           |           | X         |           |           |           |           |          |          |          |          |          |          |          | 1     |
| ANG Angola                         |           |           |           |           |           |           |           |          |          |          |          | X        |          |          | 1     |
| ARG Argentina                      |           |           |           | X         |           |           |           | X        |          |          |          |          |          |          | 2     |
| ARM Armênia                        | X         |           |           |           |           |           |           |          |          |          |          |          |          |          | 1     |
| ARU Aruba                          |           | X         |           |           |           |           |           |          |          |          |          |          |          |          | 1     |
| AUS Austrália                      | X         | X         | X         | X         |           |           |           | X        |          |          | X        |          | X        |          | 7     |
| AUT Áustria                        | X         |           |           |           |           |           | X         |          |          | X        | X        | X        |          |          | 5     |
| AZE Azerbaijão                     | X         | X         | X         |           | X         | X         | X         |          |          |          |          |          |          |          | 6     |
| BLR Bielorrússia                   |           | X         |           |           |           |           |           |          | X        |          |          |          |          |          | 2     |
| BEL Bélgica                        |           | X         | X         | X         |           | X         |           | X        |          |          |          |          |          |          | 5     |
| BIZ Belize                         |           |           |           |           | X         |           |           |          |          |          |          |          |          |          | 1     |
| BEN Benim                          |           |           |           |           | X         |           |           |          |          |          |          |          |          |          | 1     |
| BOL Bolívia                        |           |           |           |           | X         |           |           |          |          |          |          |          |          |          | 1     |
| BIH Bósnia e Herzegovina           |           |           |           |           |           |           |           |          |          |          |          |          |          | X        | 1     |
| BRA Brasil                         | X         | X         | X         | X         | X         | X         | X         | X        | X        | X        | X        | X        | X        | X        | 14    |
| BUL Bulgária                       | X         |           |           | X         |           |           |           |          |          |          |          |          |          |          | 2     |
| BUR Burquina Fasso                 |           |           |           |           |           |           | X         |          |          |          |          |          |          |          | 1     |
| BDI Burundi                        |           |           |           |           |           |           |           |          | X        |          |          |          |          |          | 1     |
| CMR Camarões                       |           |           |           |           |           |           |           |          |          |          |          |          | X        |          | 1     |
| CAN Canadá                         | X         | X         | X         | X         |           | X         |           |          | X        | X        |          | X        |          |          | 8     |
| CHI Chile                          |           |           |           |           | X         |           |           |          |          |          |          |          |          |          | 1     |
| CHN China                          |           | X         | X         |           | X         |           |           |          | X        |          | X        | X        | X        | X        | 8     |
| COL Colômbia                       |           |           |           |           |           |           |           |          |          | X        |          | X        |          |          | 2     |
| CGO Congo                          |           |           |           |           |           |           | X         |          |          |          |          |          |          |          | 1     |
| CRC Costa Rica                     |           |           | X         |           |           |           |           |          |          |          |          |          |          |          | 1     |
| CRO Croácia                        |           |           |           |           |           |           |           |          |          |          |          | X        |          |          | 1     |
| CUB Cuba                           |           |           | X         | X         | X         | X         | X         | X        |          |          | X        |          | X        | X        | 9     |
| CZE República Checa                | X         |           | X         |           |           | X         |           |          |          |          |          |          |          |          | 3     |
| DOM República Dominicana           |           | X         |           |           |           |           |           |          |          |          |          |          |          |          | 1     |
| COD República Democrática do Congo |           | X         |           |           |           |           |           |          |          |          |          |          |          |          | 1     |
| DJI Djibuti                        |           | X         |           |           |           |           |           |          |          |          |          |          |          |          | 1     |
| ECU Equador                        | X         |           |           |           |           |           | X         |          |          |          | X        |          |          |          | 3     |
| EGY Egito                          | X         |           | X         | X         |           | X         | X         |          |          |          |          |          |          |          | 5     |
| ESA El Salvador                    |           |           |           | X         |           |           |           |          |          |          |          |          |          |          | 1     |
| EST Estônia                        |           |           |           |           |           | X         |           |          |          |          |          |          |          |          | 1     |
| FIJ Fiji                           |           |           |           | X         |           |           |           |          |          |          |          |          |          |          | 1     |
| FIN Finlândia                      | X         |           |           |           |           |           |           |          |          |          |          |          |          |          | 1     |
| FRA França                         | X         | X         | X         | X         | X         | X         | X         | X        | X        | X        | X        | X        | X        | X        | 14    |
| GAB Gabão                          |           |           |           | X         |           |           |           |          |          |          |          |          | X        |          | 2     |
| GAM Gâmbia                         |           |           | X         |           |           |           |           |          |          |          |          |          |          |          | 1     |
| GEO Geórgia                        | X         | X         | X         | X         | X         | X         | X         |          |          |          |          | X        |          |          | 8     |
| GER Alemanha                       | X         | X         | X         | X         | X         | X         | X         |          | X        | X        | X        | X        | X        | X        | 13    |
| GHA Gana                           |           |           |           |           |           |           |           |          |          |          | X        |          |          |          | 1     |
| GBR Grã-Bretanha                   | X         | X         |           |           |           | X         |           |          |          | X        | X        | X        | X        |          | 7     |
| GRE Grécia                         |           |           |           | X         | X         |           |           |          |          |          |          |          |          |          | 2     |
| GUA Guatemala                      | X         |           |           |           |           |           |           |          |          |          |          |          |          |          | 1     |
| GBS Guiné-Bissau                   |           |           |           |           |           |           |           | X        |          |          |          |          |          |          | 1     |
| HAI Haiti                          |           |           | X         |           |           |           |           |          |          |          |          |          |          |          | 1     |
| HON Honduras                       |           |           |           |           |           |           | X         |          |          |          |          |          |          |          | 1     |
| HUN Hungria                        |           |           | X         | X         | X         | X         | X         | X        |          | X        |          |          | X        |          | 8     |
| ISL Islândia                       |           |           |           |           |           |           | X         |          |          |          |          |          |          |          | 1     |
| IND Índia                          |           |           |           |           | X         |           |           |          |          |          |          |          |          |          | 1     |
| IRN Irã                            |           | X         |           | X         |           | X         |           |          |          |          |          |          |          |          | 3     |
| IRQ Iraque                         |           |           |           | X         |           |           |           |          |          |          |          |          |          |          | 1     |
| ISR Israel                         |           | X         | X         |           |           |           | X         | X        | X        |          | X        | X        |          |          | 7     |
| ITA Itália                         | X         | X         |           | X         |           |           |           | X        | X        |          | X        |          |          |          | 6     |
| CIV Costa do Marfim                |           |           |           |           |           |           |           |          |          | X        |          |          |          |          | 1     |
| JPN Japão                          | X         | X         | X         | X         | X         | X         | X         | X        | X        | X        | X        | X        | X        | X        | 14    |
| JOR Jordânia                       |           |           |           |           | X         |           |           |          |          |          |          |          |          |          | 1     |
| KAZ Cazaquistão                    | X         | X         |           |           |           | X         |           | X        |          |          | X        |          |          |          | 5     |
| KEN Quênia                         |           |           |           |           | X         |           |           |          |          |          |          |          |          |          | 1     |
| KOS Kosovo                         |           |           |           |           |           |           |           |          | X        | X        |          |          |          |          | 2     |
| KGZ Quirguistão                    | X         |           |           |           |           |           | X         |          |          |          |          |          |          |          | 2     |
| LAO Laos                           | X         |           |           |           |           |           |           |          |          |          |          |          |          |          | 1     |
| LAT Letônia                        |           |           |           |           |           | X         | X         |          |          |          |          |          |          |          | 2     |
| LIB Líbano                         |           |           |           | X         |           |           |           |          |          |          |          |          |          |          | 1     |
| LBA Líbia                          | X         |           |           |           |           |           |           |          |          |          |          |          |          |          | 1     |
| LTU Lituânia                       |           |           |           |           |           |           |           |          |          |          |          |          |          | X        | 1     |
| MKD República da Macedônia         |           |           |           |           |           |           |           |          |          |          | X        |          |          |          | 1     |
| MAD Madagascar                     |           |           |           |           |           |           |           | X        |          |          |          |          |          |          | 1     |
| MLI Mali                           |           |           |           |           |           | X         |           |          |          |          |          |          |          |          | 1     |
| MRI Maurício                       |           |           |           |           |           |           |           |          | X        |          |          |          |          |          | 1     |
| MEX México                         |           |           |           |           |           |           |           | X        |          |          |          |          |          | X        | 2     |
| MDA Moldávia                       |           |           |           | X         |           |           |           |          |          |          |          |          |          |          | 1     |
| MON Mônaco                         | X         |           |           |           |           |           |           |          |          |          |          |          |          |          | 1     |
| MGL Mongólia                       | X         | X         | X         | X         | X         | X         | X         | X        | X        | X        | X        | X        | X        |          | 13    |
| MNE Montenegro                     |           |           |           | X         |           |           |           |          |          |          |          |          |          |          | 1     |
| MAR Marrocos                       |           | X         |           |           |           |           |           |          |          |          | X        | X        |          |          | 3     |
| MOZ Moçambique                     |           |           |           | X         |           |           |           |          |          |          |          |          |          |          | 1     |
| NRU Nauru                          |           |           |           |           | X         |           |           |          |          |          |          |          |          |          | 1     |
| NEP Nepal                          |           |           |           |           |           |           |           |          |          |          | X        |          |          |          | 1     |
| NED Países Baixos                  | X         |           | X         | X         | X         | X         | X         |          |          | X        | X        | X        | X        | X        | 11    |
| NZL Nova Zelândia                  |           |           |           |           |           |           |           |          |          | X        |          |          |          |          | 1     |
| NIG Níger                          |           |           | X         |           |           |           |           |          |          |          |          |          |          |          | 1     |
| PRK Coreia do Norte                |           |           | X         |           |           |           |           | X        |          |          |          |          | X        |          | 3     |
| PAK Paquistão                      |           |           |           |           |           | X         |           |          |          |          |          |          |          |          | 1     |
| PLE Palestina                      | X         |           |           |           |           |           |           |          |          |          |          |          |          |          | 1     |
| PNG Papua-Nova Guiné               |           | X         |           |           |           |           |           |          |          |          |          |          |          |          | 1     |
| PER Peru                           | X         |           |           |           |           |           |           |          |          |          |          |          |          |          | 1     |
| POL Polônia                        |           |           |           |           |           |           | X         |          |          | X        |          | X        | X        |          | 4     |
| POR Portugal                       |           | X         | X         |           | X         | X         |           |          | X        | X        |          |          |          |          | 6     |
| PUR Porto Rico                     |           |           |           |           |           |           |           |          |          |          |          | X        |          | X        | 2     |
| QAT Catar                          |           |           | X         |           |           |           |           |          |          |          |          |          |          |          | 1     |
| ROA Equipe Olímpica de Refugiados  |           |           |           |           | X         |           |           |          |          |          |          | X        |          |          | 2     |
| ROU Romênia                        |           |           |           |           |           |           | X         | X        | X        | X        |          |          |          |          | 4     |
| RUS Rússia                         | X         | X         | X         | X         | X         | X         | X         | X        | X        |          | X        |          |          | X        | 11    |
| SAM Samoa                          |           |           |           |           |           |           | X         |          |          |          |          |          |          |          | 1     |
| SMR San Marino                     |           |           |           |           |           | X         |           |          |          |          |          |          |          |          | 1     |
| KSA Arábia Saudita                 |           | X         |           |           |           |           |           |          |          |          |          |          |          |          | 1     |
| SEN Senegal                        |           |           |           |           |           |           |           |          |          | X        |          |          |          |          | 1     |
| SRB Sérvia                         |           |           |           |           | X         |           |           |          |          |          |          |          |          |          | 1     |
| SEY Seicheles                      |           |           |           |           |           | X         |           |          |          |          |          |          |          |          | 1     |
| SLO Eslovênia                      |           | X         | X         |           | X         |           |           |          |          |          | X        |          | X        |          | 5     |
| RSA África do Sul                  |           |           |           |           | X         |           |           |          |          |          |          |          |          |          | 1     |
| KOR Coreia do Sul                  | X         | X         | X         | X         | X         | X         | X         | X        |          | X        | X        | X        |          | X        | 12    |
| ESP Espanha                        | X         | X         |           |           |           |           |           | X        | X        |          |          | X        |          |          | 5     |
| SRI Sri Lanka                      |           |           | X         |           |           |           |           |          |          |          |          |          |          |          | 1     |
| SUD Sudão                          |           |           |           |           | X         |           |           |          |          |          |          |          |          |          | 1     |
| SUR Suriname                       |           | X         |           |           |           |           |           |          |          |          |          |          |          |          | 1     |
| SWE Suécia                         |           |           |           | X         | X         | X         |           |          |          |          | X        |          |          |          | 4     |
| SUI Suíça                          | X         |           |           |           | X         |           |           |          | X        |          |          |          |          |          | 3     |
| SYR Síria                          |           |           | X         |           |           |           |           |          |          |          |          |          |          |          | 1     |
| TPE Taipé Chinês                   | X         |           |           |           |           |           |           |          |          | X        |          |          |          |          | 2     |
| TJK Tajiquistão                    |           |           |           |           | X         |           | X         |          |          |          |          |          |          |          | 2     |
| TAN Tanzânia                       |           |           | X         |           |           |           |           |          |          |          |          |          |          |          | 1     |
| THA Tailândia                      |           |           |           |           |           |           | X         |          |          |          |          |          |          |          | 1     |
| TTO Trinidad e Tobago              |           |           |           |           |           | X         |           |          |          |          |          |          |          |          | 1     |
| TUN Tunísia                        |           |           |           |           |           |           | X         |          | X        |          |          | X        |          | X        | 4     |
| TUR Turquia                        | X         |           |           |           |           |           |           | X        |          |          | X        |          |          | X        | 4     |
| TKM Turcomenistão                  |           |           |           |           |           |           |           |          | X        | X        |          |          |          |          | 2     |
| UKR Ucrânia                        |           | X         |           |           | X         | X         | X         | X        |          |          |          |          | X        | X        | 7     |
| UAE Emirados Árabes Unidos         |           |           | X         | X         |           | X         |           |          |          |          |          |          |          |          | 3     |
| USA Estados Unidos                 |           |           | X         | X         | X         |           |           |          | X        | X        |          |          | X        |          | 6     |
| URU Uruguai                        |           |           |           |           |           | X         |           |          |          |          |          |          |          |          | 1     |
| UZB Uzbequistão                    | X         | X         | X         | X         | X         |           | X         |          |          |          |          | X        |          |          | 7     |
| VAN Vanuatu                        |           | X         |           |           |           |           |           |          |          |          |          |          |          |          | 1     |
| VEN Venezuela                      |           |           |           |           |           |           |           |          |          |          |          | X        |          |          | 1     |
| VIE Vietnã                         |           |           |           |           |           |           |           | X        |          |          |          |          |          |          | 1     |
| YEM Iêmen                          |           |           | X         |           |           |           |           |          |          |          |          |          |          |          | 1     |
| ZAM Zâmbia                         |           | X         |           |           |           |           |           |          |          |          |          |          |          |          | 1     |
| Total: 133 CON                     | 34        | 35        | 35        | 32        | 35        | 34        | 31        | 23       | 21       | 22       | 24       | 25       | 18       | 17       | 386   |